# Giovanni Battista Bianchi
Giovanni Battista Bianchi (Verona, 26 settembre 1631 – 1687) è stato un architetto e scultore italiano.

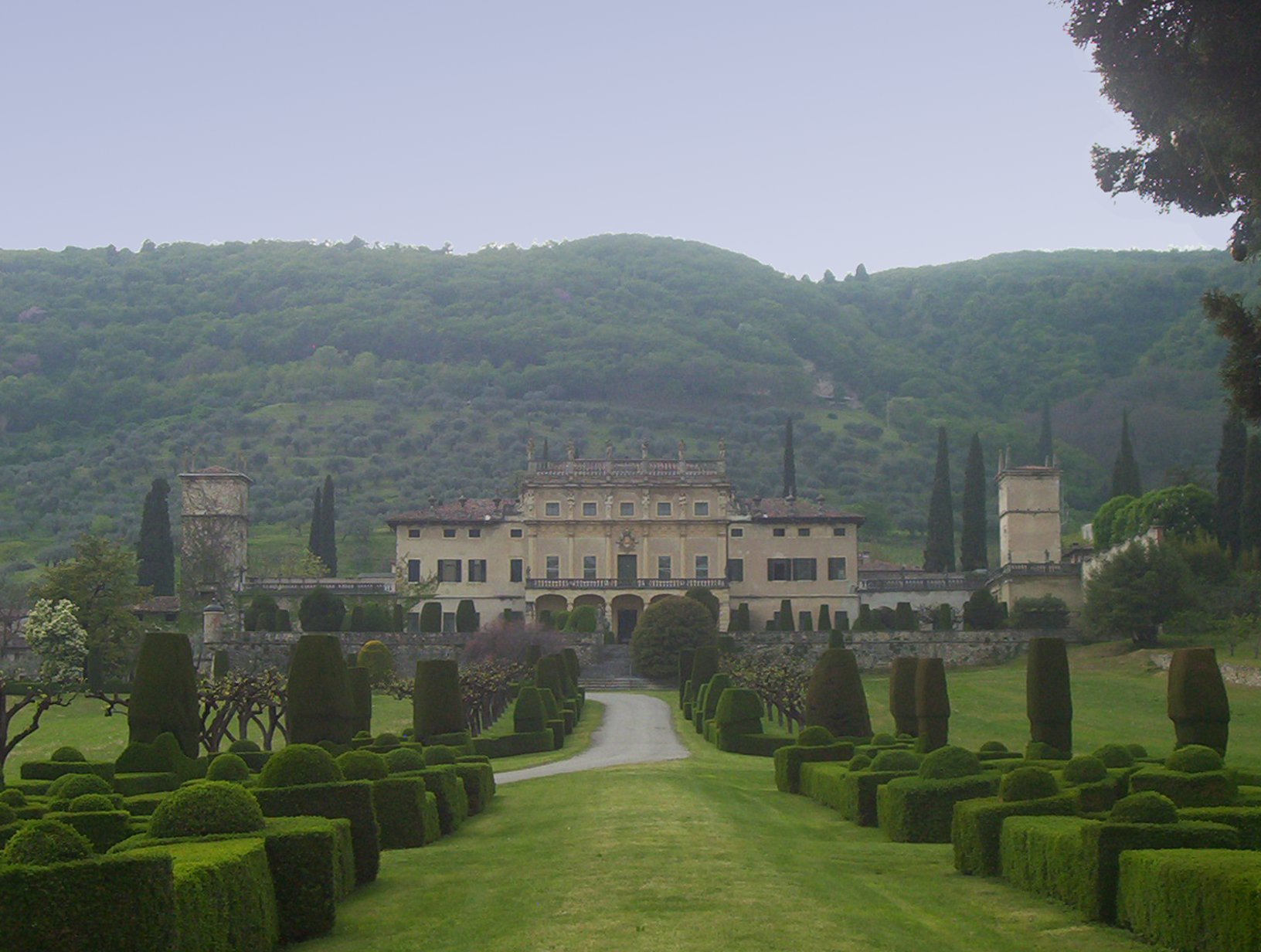
Facciata di villa Arvedi

La realizzazione più importante fu villa Arvedi di Grezzana. Fu molto attivo anche a Bologna dove eresse alcuni altari.
A Verona si occupò anche di alcuni lavori presso la Chiesa degli Scalzi e al tempio del Redentore (oggi sconsacrato) nei pressi del teatro romano.